# Manli Mancí
Manli Mancí o Manili Mancí (en llatí Manlius o Manilius Mancinus) va ser un polític i militar romà dels segles II i I aC.
Va ser tribú de la plebs l'any 108 aC i en aquest període va proposar la llei per la qual la província de Numídia i la direcció de la guerra contra Jugurta havia de ser donada a Gai Mari que havia estat elegit cònsol pel 107 aC.